# بيتر إم. براون
بيتر إم. براون هو شخصية أعمال كندي، ولد في 15 ديسمبر 1941 في فانكوفر في كندا.

## وصلات خارجية
- الموقع الرسمي